# Marrit Steenbergen
Marrit Steenbergen (Oosterwolde, 11 januari 2000) is een Nederlandse zwemster gespecialiseerd in de 100 en 200 meter vrije slag. Steenbergen traint sinds 2021 onder leiding van Patrick Pearson. Eerder werd ze getraind door Frank Bosma, Jan Eggo Huininga en Marcel Wouda. Ze nam deel aan de Olympische Zomerspelen 2016 in Rio de Janeiro en Olympische Zomerspelen 2020 in Tokio.

## Carrière
Steenbergen won de zilveren medaille op zowel de 50 als de 100 meter vrije slag tijdens het Europees Jeugd Olympisch Festival 2013 in Utrecht. 
Op de Swim Cup Eindhoven 2015 zwom ze de limiet voor de wereldkampioenschappen zwemmen 2015 op de 100 meter vrije slag. Tijdens de Europese Spelen 2015, dat dienstdeed als Europese kampioenschappen zwemmen jeugd, in Bakoe veroverde de Nederlandse de gouden medaille op de 100 meter vrije slag en zilver op zowel de 50 als de 200 meter vrije slag. Daarnaast behaalde ze als lid van de Nederlandse estafetteploeg de zilveren medaille op de 4x100 meter vrije slag, 4x200 meter vrije slag en de 4x100 meter wisselslag. Bij haar internationale seniorendebuut, op de wereldkampioenschappen zwemmen 2015 in Kazan, veroverde Steenbergen samen met Ranomi Kromowidjojo, Maud van der Meer en Femke Heemskerk de zilveren medaille op de 4×100 meter vrije slag. Op de gemengde 4×100 meter vrije slag zwom ze samen met Sebastiaan Verschuren, Kyle Stolk en Femke Heemskerk in de series, in de finale sleepten Verschuren en Heemskerk samen met Joost Reijns en Ranomi Kromowidjojo de zilveren medaille in de wacht. Voor haar aandeel in de series van de gemengde estafette ontving Steenbergen eveneens de zilveren medaille. Op de Europese kampioenschappen kortebaanzwemmen 2015 in Netanja behaalde ze de bronzen medaille op de 100 meter wisselslag, daarnaast strandde ze in de series van zowel de 50 als de 200 meter vrije slag. Samen met Tessa Vermeulen, Moniek Nijhuis en Tamara van Vliet zwom ze in de series van de 4×50 meter wisselslag, in de finale werden Vermeulen en Nijhuis samen met Inge Dekker en Ranomi Kromowidjojo Europees kampioen. Op de 4×50 meter vrije slag zwom ze samen met Robin Neumann, Tamara van Vliet en Inge Dekker in de series, in de finale legden Dekker en Van Vliet samen met Femke Heemskerk en Ranomi Kromowidjojo beslag op de zilveren medaille. Voor haar inspanningen in de series van beide estafettes werd ze beloond met een gouden en een zilveren medaille.
In Londen nam de Nederlandse deel aan de Europese kampioenschappen zwemmen 2016. Op dit toernooi werd ze uitgeschakeld in de halve finales van de 200 meter wisselslag en in de series van de 50, 100 en 200 meter vrije slag. Samen met Maud van der Meer, Femke Heemskerk en Ranomi Kromowidjojo behaalde ze de Europese titel op de 4×100 meter vrije slag. Op de 4×200 meter vrije slag zwom ze samen met Andrea Kneppers, Esmee Vermeulen en Robin Neumann in de series, in de finale sleepten Kneppers, Vermeulen en Neumann samen met Femke Heemskerk de bronzen medaille in de wacht. Samen met Ben Schwietert, Kyle Stolk en Maud van der Meer zwom ze in de series van de gemengde 4×100 meter vrije slag, in de finale veroverden Schwietert en Van der Meer samen met Sebastiaan Verschuren en Ranomi Kromowidjojo de Europese titel. Voor haar aandeel in de series van beide estafettes werd Steenbergen beloond met de gouden en de bronzen medaille. Tijdens de Olympische Zomerspelen van 2016 in strandde Steenbergen in de series van de 200 meter wisselslag. Op de 4×100 meter vrije slag eindigde ze samen met Femke Heemskerk, Inge Dekker en Ranomi Kromowidjojo op de vierde plaats, samen met Esmee Vermeulen, Andrea Kneppers en Robin Neumann werd ze uitgeschakeld in de series van de 4×200 meter vrije slag. Op de wereldkampioenschappen kortebaanzwemmen 2016 in Windsor eindigde ze als vierde op de 100 meter wisselslag, daarnaast strandde ze in de series van zowel de 100 en 200 meter vrije slag als de 200 meter wisselslag. Op de 4×100 meter vrije slag legde ze samen met Maud van der Meer, Maaike de Waard en Ranomi Kromowidjojo beslag op de bronzen medaille.
In Kopenhagen nam de Nederlandse deel aan de Europese kampioenschappen kortebaanzwemmen 2017. Op dit toernooi eindigde ze als vierde op de 100 meter wisselslag, op de 200 meter wisselslag werd ze uitgeschakeld in de series.

### Blessures en comeback
Door verschillende blessures en de coronapandemie kwam Steenbergen van 2018 tot en met 2020 niet in actie op internationale toernooien. Op de Europese kampioenschappen zwemmen 2020 in Boedapest strandde ze in de series van de 200 meter wisselslag. Samen met Ranomi Kromowidjojo, Kira Toussaint en Femke Heemskerk veroverde ze de zilveren medaille op de 4×100 meter vrije slag. Op gemengde 4×100 meter vrije slag zwom ze samen met Stan Pijnenburg, Luc Kroon en Kim Busch in de series, in de finale sleepte Pijnenburg samen met Jesse Puts, Ranomi Kromowidjojo en Femke Heemskerk beslag op de zilveren medaille. Voor haar aandeel in de series van de gemengde estafette ontving Steenbergen eveneens de zilveren medaille. Tijdens de Olympische Zomerspelen van 2020 in Tokio zwom Steenbergen samen met Kim Busch, Ranomi Kromowidjojo en Femke Heemskerk in de series, in de finale eindigden Busch, Kromowidjojo en Femke Heemskerk samen met Kira Toussaint op de vierde plaats. In Kazan nam de Nederlandse deel aan de Europese kampioenschappen kortebaanzwemmen 2021. Op dit toernooi werd ze Europees kampioene op de 200 meter vrije slag, daarnaast behaalde ze de bronzen medaille op de 100 meter vrije slag en eindigde ze als vierde op de 100 meter wisselslag. Op de wereldkampioenschappen kortebaanzwemmen 2021 in Abu Dhabi eindigde ze als zesde op de 100 meter wisselslag, als zevende op de 200 meter vrije slag, als achtste op de 100 meter vrije slag en werd ze uitgeschakeld in de series van de 200 meter wisselslag. Op de 4×100 meter vrije slag eindigde ze samen met Ranomi Kromowidjojo, Kim Busch en Maaike de Waard op de vierde plaats, samen met Maaike de Waard, Kim Busch en Tessa Giele eindigde ze als zevende op de 4×100 meter wisselslag. Op de 4×50 meter vrije slag zwom ze samen met Kim Busch, Tessa Giele en Maaike de Waard in de series, in de finale legden Busch en De Waard samen met Kira Toussaint en Ranomi Kromowidjojo beslag op de bronzen medaille. Voor haar inspanningen in de series ontving Steenbergen eveneens de bronzen medaille.
Tijdens de wereldkampioenschappen zwemmen 2022 in Boedapest strandde Steenbergen in de halve finales van zowel de 100 en 200 meter vrije slag als de 200 meter wisselslag. Samen met Kira Toussaint, Tes Schouten en Maaike de Waard eindigde ze als vijfde op de 4×100 meter wisselslag, op de 4×100 meter vrije slag eindigde ze samen met Tessa Giele, Kim Busch en Valerie van Roon op de zevende plaats. Op de gemengde 4×100 meter wisselslag veroverde ze samen met Kira Toussaint, Arno Kamminga en Nyls Korstanje de bronzen medaille, samen met Stan Pijnenburg, Jesse Puts en Tessa Giele eindigde ze als vijfde op de gemengde 4×100 meter vrije slag. In Rome nam de Nederlandse deel aan de Europese kampioenschappen zwemmen 2022. Op dit toernooi werd ze Europees kampioene op de 100 en 200 meter vrije slag, daarnaast behaalde ze de zilveren medaille op de 200 meter wisselslag. Op de 4×200 meter vrije slag werd ze samen met Imani de Jong, Silke Holkenborg en Janna van Kooten Europese kampioen, samen met Kim Busch, Tessa Giele en Valerie van Roon behaalde ze de bronzen medaille op de 4×100 meter vrije slag. Op de 4×100 meter wisselslag behaalde ze samen met Kira Toussaint, Tes Schouten en Maaike de Waard de bronzen medaille. Samen met Kira Toussaint, Arno Kamminga en Nyls Korstanje veroverde ze de Europese titel op de 4×100 meter wisselslag gemengd, op de gemengde 4×100 meter vrije slag eindigde ze samen met Stan Pijnenburg, Nyls Korstanje en Tessa Giele op de zesde plaats.

## Internationale toernooien
| Jaar | Olympische Spelen | WK langebaan | WK kortebaan | EK langebaan | EK kortebaan |
| ---- | --- | --- | --- | --- | --- |
| 2015 | | 4x100m vrije slag · 4x100m vrije slag gemengd · Steenbergen zwom enkel de series                                                                                         | | | 39e 50m vrije slag · 13e 200m vrije slag · 100m wisselslag · 4x50m vrije slag · Steenbergen zwom enkel de series · 4×50m wisselslag · Steenbergen zwom enkel de series |
| 2016 | 34e 200m wisselslag 4e 4×100m vrije slag 14e 4×200m vrije slag                                                                      | | 22e 100m vrije slag · 17e 200m vrije slag · 4e 100m wisselslag · 18e 200m wisselslag · 4×100m vrije slag                                                                               | 26e 50m vrije slag · serie 100m vrije slag · 23e 200m vrije slag · 15e 200m wisselslag · 4x100m vrije slag · 4x200m vrije slag · Steenbergen zwom enkel de series · 4x100m vrije slag gemengd · Steenbergen zwom enkel de series | |
| 2017 | | geen deelname | | | 4e 100m wisselslag 20e 200m wisselslag |
| 2018 | | | geen deelname | geen deelname | |
| 2019 | | geen deelname | | | geen deelname |
| 2020 | Geen toernooien vanwege de coronapandemie                                                                                           | Geen toernooien vanwege de coronapandemie | Geen toernooien vanwege de coronapandemie | Geen toernooien vanwege de coronapandemie | Geen toernooien vanwege de coronapandemie |
| 2021 | 4e 4x100m vrije slag Steenbergen zwom enkel de series                                                                               | | 8e 100m vrije slag · 7e 200m vrije slag · 6e 100m wisselslag · 10e 200m wisselslag · 4×50m vrije slag · Steenbergen zwom enkel de series · 4e 4×100m vrije slag · 7e 4×100m wisselslag | 24e 200m wisselslag · 4x100m vrije slag · 4x100m vrije slag gemengd · Steenbergen zwom enkel de series | serie 50m vrije slag · 100m vrije slag · 200m vrije slag · 4e 100m wisselslag                                                                                          |
| 2022 | | 11e 100m vrije slag · 15e 200m vrije slag · 10e 200m wisselslag · 7e 4×100m vrije slag · 5e 4×100m wisselslag · 5e 4×100m vrije slag gemengd · 4×100m wisselslag gemengd | 4e 200m wisselslag · 5e 4×100m vrije slag · 100m vrije slag · 100m wisselslag · 4×50m vrije slag gemengd · 200m vrije slag · 4e 4x100m wisselslag                                      | 100m vrije slag · 200m vrije slag · 200m wisselslag · 4x100m vrije slag · 4x200m vrije slag · 4x100m wisselslag · 6e 4x100m vrije slag gemengd · 4x100m wisselslag gemengd                                                       | |
| 2023 | | 6e 4x100m vrije slag · 7e 200m wisselslag · 100m vrije slag · | | | |
| 2024 | 7e 100m vrije slag 20e 200m wisselslag 9e 4x100m vrije slag 12e 4x200m vrije slag 6e 4x100m wisselslag gemengd 8e 4x100m wisselslag | 4x100m vrije slag · 5e 200m wisselslag · 9e 200m vrije slag · 100m vrije slag ·                                                                                          | | | |
| 2025 | | 4x100m vrije slag · 100m vrije slag · | | | |

## Persoonlijke records
Bijgewerkt tot en met 15 februari 2024
Kortebaan
| Afstand         | Tijd    | Datum            | Plaats    |
| --------------- | ------- | ---------------- | --------- |
| 50m vrije slag  | 24,41   | 21 oktober 2022  | Berlijn   |
| 100m vrije slag | 51,25   | 15 december 2022 | Melbourne |
| 200m vrije slag | 1.52,28 | 18 december 2022 | Melbourne |
| 100m wisselslag | 57,32   | 16 december 2022 | Melbourne |
| 200m wisselslag | 2.04,94 | 13 december 2022 | Melbourne |

Langebaan
| Afstand         | Tijd       | Datum            | Plaats    |
| --------------- | ---------- | ---------------- | --------- |
| 50m vrije slag  | 24,42      | 9 april 2023     | Eindhoven |
| 100m vrije slag | NR 52,26   | 16 februari 2024 | Doha      |
| 200m vrije slag | 1.55,51    | 26 juli 2023     | Fukuoka   |
| 200m wisselslag | 2.09,16    | 8 april 2023     | Eindhoven |
| 400m wisselslag | NR 4.44,28 | 7 april 2023     | Eindhoven |